# 세르게이 드보르체보이
세르게이 블라디미로비치 드보르체보이(러시아어: Серге́й Влади́мирович Дворцево́й, 1962년 8월 18일 ~ )는 카자흐스탄의 연출가이다.

## 출연 작품
- 아이카 (2018)
- 툴판 (2006)